# Halonotius
Genre
Espèces de rang inférieur
- Halonotius pteroides

Halonotius est un genre d'archées halophiles de la famille des Halobacteriaceae.